# Manatsu Akimoto
Manatsu Akimoto (秋元 真夏 Akimoto Manatsu?,  Prefectura de Saitama, Japón, 20 de agosto de 1993) es una idol, actriz y cantante japonesa. Actualmente es miembro del grupo de pop femenino Nogizaka46.

## Biografía

### Primeros años
Akimoto nació el 20 de agosto de 1993 en la prefectura de Saitama, Japón. Tiene un hermano menor. Antes de su debut en el mundo del entretenimiento, asistió a un club de cocina universitario, siendo una de sus compañeras de clase Nanami Nishikawa (exmiembro en formación de AKB48 y futura aprendiz de Nogizaka46). Su especialidad es la cocina y solía soñar con convertirse en chef de pastelería. Akimoto comenzó la escuela secundaria superior a la edad de quince años, asistiendo junto a Nishikawa y Risako Yada (también futura miembro de Nogizaka46). Las tres jóvenes formaban parte del club de caligrafía.

### Nogizaka46
En 2011, Akimoto audicionó junto con otras 38.934 participantes para unirse al grupo idol Nogizaka46. Se convirtió en una de las 56 jóvenes que avanzaron a la ronda final, mientras que en agosto fue elegida para convertirse en una de los 36 miembros fundadores. Sin embargo y, antes de los comienzos del grupo, Akimoto suspendió sus actividades en el grupo durante un año (desde septiembre de 2011 hasta octubre de 2012) por razones académicas. Se unió a la banda en su cuarto sencillo, Seifuku no Mannequin, lanzado en diciembre de 2012.
En abril de 2013, protagonizó junto a sus compañeras Nanami Hashimoto, Sayuri Matsumura, Marika Ito, Ito Nene y Rina Ikoma el drama Bad Boys J. En el drama también apareció Tomomi Itano del grupo rival AKB482.
En agosto de 2013, Akimoto celebró su cumpleaños número 20 y su paso a la mayoría de edad, junto con cuatro de sus compañeras; Karin Ito, Yuri Saito, Kazumi Takayama y Nanami Nishikawa. Participó con otros miembros del grupo (Rina Ikoma, Mai Fukagawa, Reika Sakurai, Sayuri Matsumura, Nanami Hashimoto, Yumi Wakatsuki y Nanase Nishino) en la Japan Expo en París-Villepinte el 4 de julio de 2014.

## Filmografía

### Televisión
- Hatsumori Bemars (TV Tokyo, 2015)

### Películas
- Chounouryoku Kenkyubu no 3 Nin (2014)

### Show de variedades
- Ramen Walker TV 2

### Photobooks
- Manatsu no Kiatsu Haichi (28 de febrero de 2017)